# Majdan (Hajnówka)

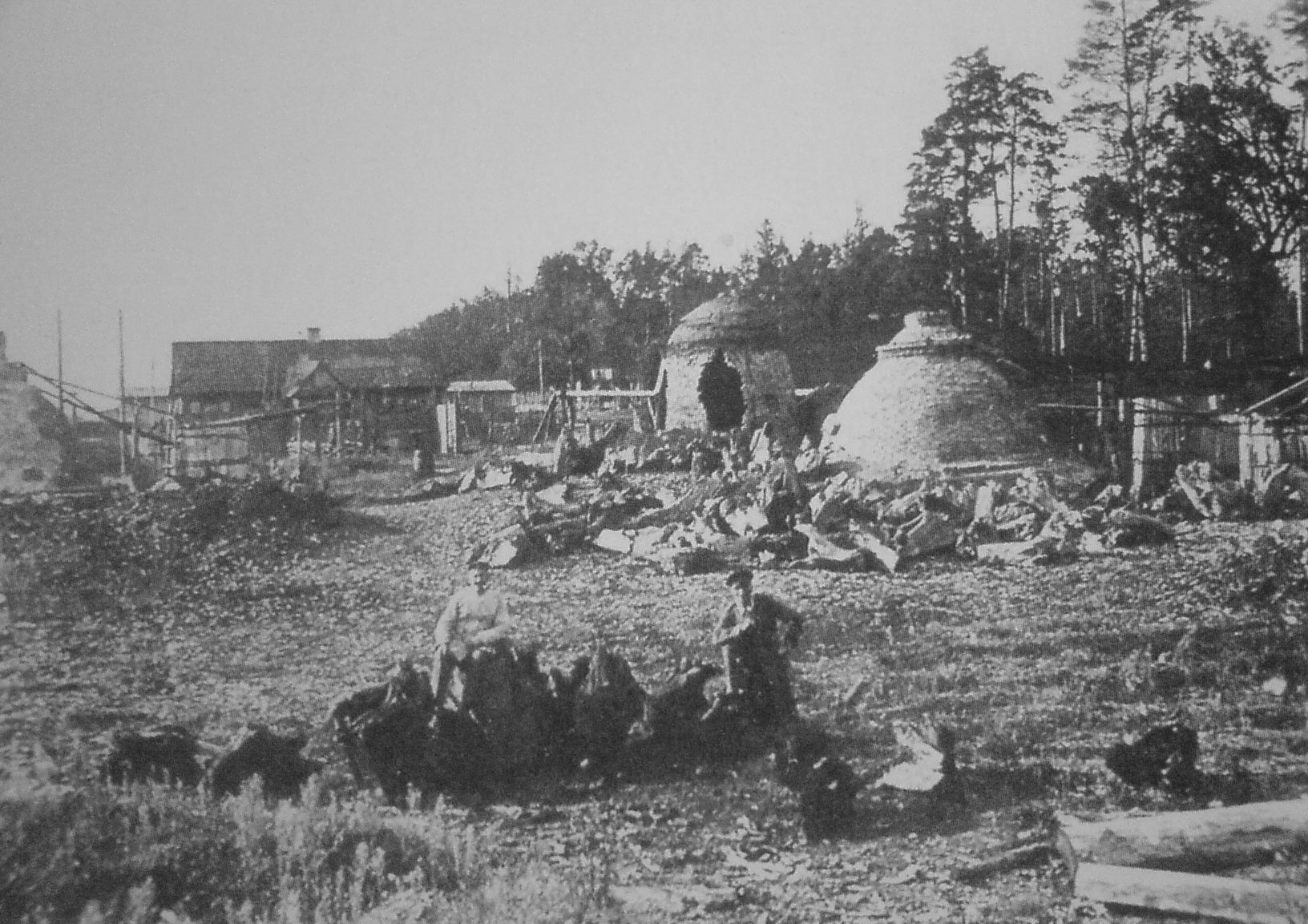
Smolarnia w Majdanie 1916 r.

Osiedle Majdan – osiedle i część miasta Hajnówki położone między ulicami Piłsudskiego, Torową i Partyzancką.

## Ulice
Białowieska, Lema, Piłsudskiego, Partyzancka, Torowa.

## Nazwa i historia
Nazwa osiedla pochodzi od wybudowanych tu w latach 1915-1919 przez Niemców smolarni obok których składowano drewno, teren ten nazywano majdanem. Nieopodal przy ul. Piłsudskiego znajdował się pierwszy w Hajnówce bazar, który również nazwano majdanem. Po 1997 na terenie dawnego bazaru wybudowano osiedle, przez mieszkańców miasta żartobliwie zwane „Kurnik”. W latach 60. XX w. przy ul. Białowieskiej i Piłsudskiego wybudowano dwa bloki i jeden barak. Pierwotnie miały być one przeznaczone na koszary wojskowe mającej tu powstać jednostki. Barak wyburzono w połowie lat 80. Oprócz bloków jest tu osiedle domów jednorodzinnych.